# Antonio Trashorras
Antonio Trashorras, né Antonio Trashorras Serrano le 22 septembre 1968 à Madrid, est un réalisateur, scénariste, producteur ainsi qu'un éditeur et un critique espagnol.

## Biographie
Il est diplômé en sciences économiques et commerciales et en journalisme. Il travaille dans le cinéma et la télévision depuis 1992. Il a cofondé avec Javier Olivares, la maison d'édition alternative Malasombra Ediciones en 1994, avec laquelle ils ont publié une anthologie de bande dessinée intitulée Mamá, mira lo que he hecho et publié dans Camaleón Ediciones (es) Rayos y Centellas et Terra Incognita,.
Il a participé à la réalisation, à la production et à l'écriture de scénarios de séries telles que La Famille Serrano (Los Serrano), El comisario (es), Plaza de España (es), Verguenza, Justo antes de Cristo (es), Mira lo que has hecho (es), Arde Madrid ou Vida perfecta (es), ainsi que des fictions de divers formats, comme La hora chanante (es), No va +, D-Calle et Torrente 2: Misión en Marbella, entre autres, et des scénarios de longs métrages comme L'Échine du Diable (El espinazo del diablo) de Guillermo del Toro, Los Totenwackers d'Ibon Cormezana, Lena (es) de Gonzalo Tapia et Agnosia d'Eugenio Mira (es),.
En outre, il a été coordinateur de programmes spéciaux pour Canal Plus, directeur de contenu pour Paramount Comedy, critique de cinéma pour le magazine Fotogramas et le journal El País, responsable du développement pour la société de production Drive TV et responsable du secteur de la fiction pour BocaBoca Producciones. Il est actuellement directeur de contenu de la société de production Hill Valley, en charge de Muchachada Nui (es), La hora de José Mota (es) ou Museo Coconut (es). En 2011, il fait ses débuts dans la réalisation avec El callejón et en 2015 il réalise son deuxième long métrage Anabel, lauréat du prix Noves Visions au festival de Sitges et du prix du meilleur film au festival d'Albacete.

## Filmographie non exhaustive

### Réalisateur
- 2011 : El callejón
- 2015 : Anabel

### Scénariste
- 2001 : L'Échine du Diable (El espinazo del diablo) de Guillermo del Toro
- 2001 : Lena de Gonzalo Tapia
- 2002 : Raíces de sangre de Tinieblas González